# 압하지야의 국장

압하지야의 국장

압하지야의 국장은 1992년 7월 23일 압하지야 소비에트 최고 회의가 조지아로부터 독립을 선언함과 동시에 제정되었다.
금색 테를 두른 방패 안에는 하얀색과 초록색 두 가지 색의 세로 줄무늬가 그려져 있으며, 방패 하단에는 금색 팔각별이 그려져 있다.
방패 상단에는 두 개의 금색 팔각별이 각각 하얀색과 초록색 바탕에 그려져 있으며, 방패 가운데에는 아라쉬라는 기사가 별을 향해 화살을 쏘는 형상의 그림이 금색으로 그려져 있는데, 이는 나르트라는 영웅 서사시에서 유래된 것이다.
초록색은 젊음과 생명을, 하얀색은 숭고함을 의미한다. 팔각별은 태양을 표현한 것으로, 이는 동양과 서양의 결합을 의미한다.

## 같이 보기
- 압하지야의 국기